# ГЕС Вогельгрюн
ГЕС Вогельгрюн (фр. Vogelgrun) — гідроелектростанція у Франції на Верхньому Рейні. Входить до складу рейнського каскаду, знаходячись між ГЕС Фессенайм (вище по течії) та Маркольсайм. Хоча ця ділянка річки становить кордон між Німеччиною та Францією, остання за умовами Версальського договору має права на її одноосібне господарське використання, що зокрема реалізовано за допомогою відведення рейнської води у Великий Ельзаський канал перед станцією Кембс (ГЕС Вогельгрюн є нижньою із чотирьох, споруджених на цьому каналі).
Канал розділено невеликим острівцем на дві протоки, у правій з яких спорудили греблю руслової ГЕС, а в правій два судноплавних шлюзи. Останні мають довжину у 185 метрів та ширину 23 та 12 метрів.
Машинний зал обладнано чотирма турбінами типу Каплан загальною потужністю 140 МВт. При напорі у 12,3 метри вони забезпечують виробництво 820 млн кВт-год електроенергії на рік.
Управління станцією здійснюється з диспетчерського центру, розташованого на ГЕС Кембс.
Як відмінність комплексу Вогельгрюн від розташованих вище однотипних станцій можна відзначити наявність у природному руслі Рейну додаткової водоспускної греблі з судноплавним шлюзом та малою ГЕС Бризах (2,7 МВт), спорудженою у 2008 році.